# 83 v.Chr.
Het jaar 83 v.Chr. is een jaartal volgens de christelijke jaartelling.

## Gebeurtenissen

### Italië
- In Rome worden Lucius Cornelius Scipio en Gaius Norbanus, door Senaat gekozen tot consul van het Imperium Romanum.
- De populares onder Cornelius Scipio komen in opstand, op het Capitool wordt de Tempel van Jupiter door brand verwoest. Hierbij gaan het beeld van Jupiter en de Sibyllijnse boeken verloren.
- Lucius Cornelius Sulla verslaat bij de Tifataberg het Romeinse leger onder bevel van Gaius Norbanus, hij onderdrukt de opstand en 6.000 aanhangers van de "Volkspartij" worden vermoord.

### Klein-Azië
- Begin van de Tweede Mithridatische Oorlog, de Romeinen vallen Cappadocië en Pontus binnen. Mithridates VI stuurt gezanten naar Rome, om te bemiddelen over de schending van de "Vrede van Dardanus".
- Tigranes II de Grote breidt het koninkrijk Armenië verder uit, Syrië wordt een vazalstaat en het Seleucidenrijk houdt op te bestaan. Onder zijn bewind sterkt het rijk zich uit van de Kaspische Zee tot aan Damascus.

## Geboren
- Marcus Antonius (~83 v.Chr. - ~30 v.Chr.), Romeins consul en veldheer